# Distrito electoral federal 3 de Zacatecas
El III Distrito Electoral Federal de Zacatecas es uno de los 300 distritos electorales en los que se encuentra dividido el territorio de México para la elección de diputados federales y uno de los 4 en los que se divide el estado de Zacatecas. Su cabecera es la ciudad de Zacatecas, capital del estado.
El Tercer Distrito Electoral de Zacatecas se localiza en la zona centro-norte del estado, lo integran los municipios de Calera, Cañitas de Felipe Pescador Concepción del Oro, General Enrique Estrada, General Francisco R. Murguía, Mazapil, Melchor Ocampo, Morelos, Pánuco, Río Grande, El Salvador, Vetagrande, Villa de Cos y Zacatecas.

## Distritaciones anteriores

### Distritación 1996 - 2005
Entre 1996 y 2005 el Tercer Distrito también tenía su cabecera en Zacatecas pero su integración municipal era diferente, siendo territorialmente más pequeño y ubicado en el centro del estado, los municipios que lo formaban eran Calera, Cuauhtémoc, Genaro Codina, Jerez, Luis Moya, Morelos, Pánuco, Vetagrande y Zacatecas.

## Diputados por el distrito
- XLI Legislatura
  - (1949 - 1950): José Minero Roque

. . .
- XLIX Legislatura
  - (1976 - 1979): Filiberto Soto Solís
- L Legislatura
  - (1976 - 1979): José Leal Longoria
- LI Legislatura
  - (1979 - 1985): Rafael Cervantes Acuña
- LIII Legislatura
  - (1985 - 1988): Eliseo Rangel Gaspar
- LIV Legislatura
  - (1988 - 1991): Victorio de la Torre
- LV Legislatura
  - (1991 - 1992): Pedro de León Sánchez
  - (1992 - 1994): Ricardo Monreal Ávila
- LVI Legislatura
  - (1994 - 1997): Gustavo Salinas Íñiguez
- LVII Legislatura
  - (1997 - 1998): Ricardo Monreal Ávila 
  - (1998 - 2000): María Martha Veyna Soriano
- LVIII Legislatura
  - (2000 - 2003): Magdalena Núñez Monreal
- LIX Legislatura
  - (2003 - 2004): Amalia García 
  - (2004 - 2006): Rafael Candelas Salinas
- LX Legislatura
  - (2006 - 2009): Raymundo Cárdenas
- LXI Legislatura
  - (2009 - 2012): Heladio Verver y Vargas Ramírez
- LXII Legislatura
  - (2012 - 2015): Judit Guerrero López
- LXIII Legislatura
  - (2015 - 2018): Claudia Anaya Mota 
  - (2018): Elizabeth Hernández Calderón
- LXIV Legislatura
  - (2018 - 2021): Alfredo Femat Bañuelos
- LXV Legislatura
  - (2021 - 2024): Alfredo Femat Bañuelos

## Resultados electorales

### 2009
| Elecciones federales de 2009 | Elecciones federales de 2009                   | Elecciones federales de 2009 | Elecciones federales de 2009    | Elecciones federales de 2009 | Elecciones federales de 2009 |
| Partido/Coalición            | Partido/Coalición                              | Candidato                    | Candidato                       | Votos                        | Porcentaje                   |
| ---------------------------- | ---------------------------------------------- | ---------------------------- | ------------------------------- | ---------------------------- | ---------------------------- |
|                              | Partido Acción Nacional                        |                              | Luis Enrique Mercado Sánchez    |                              |                              |
|                              | Coalición Primero México (PRI, PVEM)           |                              | Arturo Nahle García             |                              |                              |
|                              | Partido de la Revolución Democrática           |                              | Heladio Verver y Vargas Ramírez |                              |                              |
|                              | Coalición Salvemos a México (PT, Convergencia) |                              | Alfredo Femat Bañuelos          |                              |                              |
|                              | Nueva Alianza                                  |                              | José Antonio Enríquez Espinosa  |                              |                              |
|                              | Partido Socialdemócrata                        |                              | Manuel Solís Pérez              |                              |                              |
|                              | No registrados                                 |                              |                                 |                              |                              |
|                              | Nulos                                          |                              |                                 |                              |                              |
| Total                        |                                                |                              |                                 |                              |                              |
| Fuente:                      |                                                |                              |                                 |                              |                              |